# Nationaldivision 2004/05
Die Nationaldivision 2004/05 war die 91. Spielzeit der höchsten luxemburgischen Fußballliga.
F91 Düdelingen gewann den vierten Titel in der Vereinsgeschichte.

## Meisterschaftsformat
Die zwölf Teams spielten zuerst einen Grunddurchgang bestehend aus einer einfachen Hin- und Rückrunde. Danach traten die vier besten Teams im Meisterplayoff gegeneinander an. Die restlichen acht Mannschaften wurden in zwei Gruppen aufgeteilt und spielten um den Klassenerhalt. Die Punkte aus dem Grunddurchgang wurden dabei jeweils mitgenommen.
Jede dieser drei Gruppen wurde wieder in einer Hin- und Rückrunde ausgetragen. Die beiden Letzten der Abstiegsgruppen stiegen in die Ehrenpromotion ab.

## Grunddurchgang
| Pl. | Verein             | Sp. | S  | U | N  | Tore    | Diff. | Punkte |
| --- | ------------------ | --- | -- | - | -- | ------- | ----- | ------ |
| 1.  | F91 Düdelingen (P) | 22  | 18 | 2 | 2  | 056:130 | +43   | 56     |
| 2.  | Etzella Ettelbrück | 22  | 17 | 1 | 4  | 057:230 | +34   | 52     |
| 3.  | Jeunesse Esch (M)  | 22  | 12 | 5 | 5  | 050:280 | +22   | 41     |
| 4.  | Victoria Rosport   | 22  | 12 | 5 | 5  | 043:330 | +10   | 41     |
| 5.  | CS Grevenmacher    | 22  | 9  | 5 | 8  | 040:270 | +13   | 32     |
| 6.  | Swift Hesperingen  | 22  | 8  | 5 | 9  | 028:340 | −6    | 29     |
| 7.  | CS Alliance 01 (N) | 22  | 8  | 4 | 10 | 031:470 | −16   | 28     |
| 8.  | CS Petingen (N)    | 22  | 8  | 3 | 11 | 038:340 | +4    | 27     |
| 9.  | FC Wiltz 71        | 22  | 8  | 1 | 13 | 025:370 | −12   | 25     |
| 10. | Spora Luxembourg   | 22  | 5  | 3 | 14 | 024:540 | −30   | 18     |
| 11. | Union Luxembourg   | 22  | 3  | 5 | 14 | 014:440 | −30   | 14     |
| 12. | FC Avenir Beggen   | 22  | 2  | 5 | 15 | 020:520 | −32   | 11     |

| (M) | amtierender luxemburgischer Meister     |
| (P) | amtierender luxemburgischer Pokalsieger |
| (N) | Neuaufsteiger aus der Ehrenpromotion    |

## Playoffs

### Meisterplayoff
| Pl. | Verein             | Sp. | S  | U | N  | Tore    | Diff. | Punkte |
| --- | ------------------ | --- | -- | - | -- | ------- | ----- | ------ |
| 1.  | F91 Düdelingen (P) | 28  | 22 | 4 | 2  | 074:150 | +59   | 70     |
| 2.  | Etzella Ettelbrück | 28  | 20 | 4 | 4  | 068:290 | +39   | 64     |
| 3.  | Jeunesse Esch (M)  | 28  | 13 | 6 | 9  | 058:450 | +13   | 45     |
| 4.  | Victoria Rosport   | 28  | 13 | 5 | 10 | 045:470 | −2    | 44     |

| (M) | amtierender luxemburgischer Meister     |
| (P) | amtierender luxemburgischer Pokalsieger |

### Abstiegsplayoff Gruppe 1
| Pl. | Verein             | Sp. | S  | U | N  | Tore    | Diff. | Punkte |
| --- | ------------------ | --- | -- | - | -- | ------- | ----- | ------ |
| 1.  | CS Alliance 01 (N) | 28  | 12 | 5 | 11 | 045:540 | −9    | 41     |
| 2.  | CS Grevenmacher    | 28  | 11 | 7 | 10 | 057:400 | +17   | 40     |
| 3.  | FC Wiltz 71        | 28  | 8  | 2 | 18 | 030:560 | −26   | 26     |
| 4.  | Union Luxembourg   | 28  | 6  | 7 | 15 | 026:530 | −27   | 25     |

| (N) | Neuaufsteiger aus der Ehrenpromotion |

### Abstiegsplayoff Gruppe 2
| Pl. | Verein            | Sp. | S  | U | N  | Tore    | Diff. | Punkte |
| --- | ----------------- | --- | -- | - | -- | ------- | ----- | ------ |
| 1.  | Swift Hesperingen | 28  | 11 | 6 | 11 | 039:460 | −7    | 39     |
| 2.  | CS Petingen (N)   | 28  | 10 | 5 | 13 | 050:450 | +5    | 35     |
| 3.  | FC Avenir Beggen  | 28  | 6  | 6 | 16 | 037:600 | −23   | 24     |
| 4.  | Spora Luxembourg  | 28  | 5  | 5 | 18 | 029:680 | −39   | 20     |

| (N) | Neuaufsteiger aus der Ehrenpromotion |

Nach dem Ende der Saison 2004/05 fusionierten die beiden Absteiger Union Luxemburg und Spora Luxemburg mit dem CS Alliance 01. Der neue Verein, Racing FC Union Luxemburg, nahm den Platz von Alliance 01 in der Nationaldivision ein, so dass es keine Absteiger in die Ehrenpromotion gab.

## Torschützenliste
| Pl. | Name              | Verein             | Tore |
| --- | ----------------- | ------------------ | ---- |
| 01. | Sergio Pupovac    | CS Alliance 01     | 24   |
| 02. | Daniel Huss       | CS Grevenmacher    | 22   |
| 03. | Stéphane Martine  | F91 Düdelingen     | 20   |
| 04. | Laurent Dutheil   | CS Petingen        | 19   |
| 05. | Patrick Grettnich | Etzella Ettelbrück | 15   |

## Referenzen
- Ergebnisse auf rsssf.org, abgerufen am 6. Juni 2013
- Torschützenkönige auf rsssf.org, abgerufen am 6. Juni 2013